# Salix OS
Salix OS とは、Slackwareを基にできた多目的用 Linuxディストリビューションの一つであり、無償で提供されている。

## 概要
Salix OS は、2009年にZenwalkを使用していた元ユーザ、コントリビュータ、開発者がFOSSに則ったコーペラティブでオープンな環境を求めGeorge Vlahavasをプロジェクト·リーダーとしてはじまった。 Slackwareとの完全な互換性を保持すること、そしてSlackwareを基にすることによって得られる安定性に重点をおいたディストリビューションである。 さらに、この完全な互換性のおかげでSlackwareのユーザは、Salix OSのレポジトリにあるソフトウェアをSlackwareで使用することができる。 しかしSlackwareの KISSの原則 での「シンプル」が基本的にはシステム·デザインを指しているのに対して、Salix OSは、この原則の適用範囲を日常使用まで広げて解釈している。つまりユーザが、迅速かつ簡単に使えるようなシステムを目指している。
言い換えてみれば、Salix OSが狙っているユーザ層は、一般的にすでにLinuxまたは、Slackwareをある程度理解しており、Slackware の安定性を最大限に利用しながら作業の負担を追加ツールで減らすことに抵抗のない「よりもっと怠け者なSlacker」と言ってもいい。例えばSalix OSは、依存パッケージの関係を自動的処理できる。さらには、強化されたローカライゼーション、またSalix OSのレポジトリは、Slackware互換性のあるパッケージのレポジトリのなかでも比較的に豊富なアプリケーションをそろえており、システム管理および構成のためのGUIとコマンドラインの両方で使うことのできるツールもSalix OSに同梱されている。 このように、Salix OS は、新しいユーザに対してもバニラのSlackwareよりも手間をかけずに直ぐに使えるような設計をしている。 

## デスクトップ環境
現在SalixOSは、Xfce、KDE、LXDE、Fluxbox、Ratpoisonと、5つのデスクトップ環境をそろえている。　Salix Ratpoisonをのぞいて全て日本語に対応していて、デフォルトで同梱されているibus又はSCIMをAnthyと一緒に使うことによって日本語で入力できる。（mozcもアンオフィシャルのパッケージとして存在する。）

## インストレーション
インストレーション用のCDは、いずれのエディションも一枚に収めている。これは、ひとつのタスクに基本的には、ひとつのアプリケーションというデザインによるものである。
またサポートされているアーキテクチャは、i486 / i686とx64と2つのアーキテクチャがサポートされており、インストール用のCDも別々に用意されている。
Salix OSで使われているインストーラは、Slackwareに習いテキスト·ダイアログであるが、使い方は極めて簡単である。またSpkgが、バックエンドでインストール時に使われているために、「フル」でSalix OSをインストールしたとしてもさして古いコンピュータで無い限り数分で終わる。  テキスト·ダイアログよりもGUIでのインストールしたい場合は、Salix Live についてくるSalix Live Installerをつかってインストールできる。
Salix OSは、インストールにあたり3つの異なるインストール·モードを提供していて、ユーザの好みによって選択できる。
「コア」モード：　必要最低限のものだけをインストールするモード。GUIをつかうアプリケーションは、一切インストールされない。Salix Osのシステム管理用ツールは、ncursesでのみのインストールとなる。このモードは、Webサーバ、ファイルサーバなどの特定の目的のためにカスタム化したい経験豊富なユーザのために用意されている。
「ベーシック」モード：コア·モードのに最低限のデスクトップ環境を加えたもの。Webブラウザ、Salix OS のシステム管理ツール（GUIとコンソール両方）そしてgslaptパッケージ·マネージャーがインストールされる。この環境は、まず軽量なデスクトップ環境をインストールしたのち、アプリケーションを独自の選択肢で追加したい上級ユーザー向けにできている。
「フル」モード：日々利用できる選ばれたアプリケーションをベーシック·モードにつけ加えたもの。
アプリケーションは、Claw-mailメール·クライエント、LibreOffice、Java Runtime Environment、Paroleメディア·プレーヤー、Exaile、ミュージック·マネージャーなどその他、「ひとつのタスクに基本的には、ひとつのアプリケーション」という設計のもとに選ばれている。
上記の3つのモードのどれをインストールしても、開発環境は完備されてあり、ユーザは、アプリケーションの開発、またはコンパイルするにあたらり、別のパッケージをインストール必要はない。

## パッケージ管理とシステム管理
Salix OS は、slapt-get package management ツールをパッケージ管理のために使用している。 （GUIのフロントエンドは、Gslaptを使っている。）Slackwareで使われている .tgz/.txz パッケージ·フォーマットをそのまま使っているが、依存パッケージもパッケージ·インストール時に自動的にインストールされるようになっている。 更にslapt-get（gslapt）を使えば、依存パッケージのリストを含む .dep ファイルだけではなく パッケージの説明などをみられる。Slackwareのためにコンパイルされたパッケージは、基本的にはSalix OSとSlackwareの互換性のおかげでそもままインストールしても問題はない。
Salix OSにおけるシステム管理は、全てSlackwareと同じやり方でできる。さらに管理を簡単にするために、Salix OSは、コンソール用だけでなくGUIでシステム管理ができるようにSalix Os特有のツールも用意してある。

## ライブ·CD
Salix Liveは、Salix OSのLive CD 版である。Salix OSをハード·ドライブに直にインストールしなくてもよくSalix OSを試す感覚で利用することができる。ライブ·CDには、GUIインストーラも同梱されており、ハード·ドライブにインストールしたくなった場合は、ライブ·CDから直ぐにインストールすることができる。特にハードウェアとSalix Osとの相性をみるのに便利である。
GUIインストーラ（Salix Live Installer）は、Salix Osと同じく好きなインストール·モードを選ぶことができる。
ライブ·CDには、その他LiveCloneとよばれるGUIのアップリケーションもあり、バニラ、又はカスタム化したSalix LiceCDをCD-ROM、もしくはUSBキーに作成することができる。さらには、LILO bootloaderが問題を起こした時のレスキュー·キット、パーティションのためのツールなどSalix OSにはなくSalix LiveCDだけについてくるアプリケーションも ある。

## 開発
Salix OSの開発はすべてオープンまたコーポラティブにおこなわれている。開発用のソースは Sourceforge SVNでみられる。　またアプリケーションの翻訳もTransifexを使っておこなわれている。

## ドキュメンテーション
Salix OSに関しての情報は、Salixウィキで調べられる。 また初心者のためには、Startup Guideも用意されている。